# Jan Michał Małek
Jan Michał Małek (ur. 18 maja 1928 w Piotrkowie Trybunalskim, zm. 14 marca 2022) – inżynier, emigrant osiadły w Kalifornii (USA), przedsiębiorca, inwestor, deweloper, działacz polsko-amerykański, z zamiłowania ekonomista.

## Życiorys
Był absolwentem Liceum im. Bolesława Chrobrego w Piotrkowie Trybunalskim. Ukończył studia na Wydziale Chemicznym Politechniki Warszawskiej. Przez kilka lat pracował zawodowo w przemyśle farmaceutycznym. Pod koniec 1958 roku, nie godząc się na ustrój komunistyczny, ograniczający wolność polityczną i gospodarczą, wydostał się z PRL do Francji, gdzie przez 8 lat pracował jako inżynier. W 1967 r. wyjechał na stałe do Stanów Zjednoczonych, gdzie kontynuował pracę zawodową w inżynierii chemicznej. Jako wynalazca uzyskał kilka patentów amerykańskich. Rozpoczął działalność przedsiębiorczą na rynku nieruchomości.

## Działalność społeczna
W Stanach Zjednoczonych zaangażował się w działalność Kongresu Polonii Amerykańskiej, którego był członkiem, oraz Studium Spraw Polskich, organizacji skupiającej głównie profesorów polskiego pochodzenia w USA i Kanadzie. Po wprowadzeniu stanu wojennego w Polsce w 1981 roku, Jan Michał Małek włączył się w ruch na rzecz „Obalenia Jałty” i w działalność organizacji „Pomost”, której głównym celem było pośredniczenie między Polonią amerykańską, a ruchem „Solidarności” w Polsce.
Po upadku systemu komunistycznego w Polsce zaangażował się w szerzenie edukacji ekonomicznej w kraju, w celu przybliżenia Polakom zasad gospodarki wolnorynkowej i mechanizmów powstawania narodowego dobrobytu. Na początku lat 90. ub. wieku przetłumaczył na język polski książkę „Mentalność Anty-kapitalistyczna” Ludwiga von Misesa oraz sfinansował jej wydanie w kraju. Ponadto przyczynił się do wydania w Polsce wielu innych książek o tematyce wolnorynkowej m.in. „Ludzkie działanie” Ludwiga von Misesa, „Tajemnica kapitału. Dlaczego kapitalizm triumfuje na Zachodzie a zawodzi gdzie indziej” Hernando de Soto, „Fałsz politycznych Frazesów” pod redakcją Marka Spanglera. W 2000 roku założył w USA fundację Polish-American Foundation for Economic Research and Education (PAFERE). W 2007 roku powołał do życia jej polski odpowiednik – Polsko-Amerykańską Fundację Edukacji i Rozwoju Ekonomicznego.
Jan Michał Małek był członkiem prestiżowego Mont Pèlerin Society, skupiającego ponad 500 ekonomistów z całego świata, w tym kilku noblistów. Członkami stowarzyszenia byli m.in. nieżyjący już Friedrich August von Hayek, Milton Friedman i Gary Becker. Wraz ze Zbigniewem Zarywskim, polskim przedsiębiorcą, ufundował Nagrodę Literacką im. Józefa Mackiewicza. Nagroda ta jest przyznawana corocznie od 2002 roku i jest wręczana w Warszawie w dniu Święta Niepodległości, 11 listopada.
Jan Michał Małek był współzałożycielem Instytutu Polonii (Polonia Institute), fundacji powstałej w 2015 roku, zajmującej się m.in. krzewieniem w Stanach Zjednoczonych prawdy o Polsce i polskich sprawach.
W dniu 22 listopada 2016 roku, Jan Michał Małek odznaczony został przez Prezydenta RP Krzyżem Komandorskim Orderu Odrodzenia Polski za całokształt działalności dla dobra Polonii i Polski.
17 maja 2018 roku Jan Michał Małek został laureatem Nagrody im. Fryderyka Bastiata, przyznawanej od 2017 roku przez Fundację Akademia Patriotów.

## Życie prywatne
Jan Michał Małek był żonaty z Krystyną z d. Hryniewiecką, miał jedną córkę, wnuka i wnuczkę.